# أندي روس
أندي روس (بالإنجليزية: Andy Ross)‏ هو موسيقي ومغني أمريكي، ولد في 8 مارس 1979 في ورسستر في الولايات المتحدة.

## وصلات خارجية
- الموقع الرسمي
- أندي روس على موقع IMDb (الإنجليزية)
- أندي روس على موقع ميوزك برينز (الإنجليزية)
- أندي روس على موقع ديسكوغز (الإنجليزية)